# Habronestes helenae
Habronestes helenae là một loài nhện trong họ Zodariidae.
Loài này thuộc chi Habronestes. Habronestes helenae được Barbara C. Baehr miêu tả năm 2003.